# Skintight
Skintight – trzeci solowy album byłej wokalistki grupy Theatre of Tragedy i obecnej Leaves' Eyes - Liv Kristine Espenæs Krull.

## Lista utworów
1. "Skintight"
2. "Twofold"
3. "Train to Somewhere"
4. "Love in Grey"
5. "Emotional Catastrophies"
6. "Life Line"
7. "Boy at the Window"
8. "Wonders"
9. "Versified Harmonies"
10. "The Rarest Flower"
11. "One of Them" (Bonustrack Limited Edition Digipak)